# Michael Parsons
Pour les articles homonymes, voir Parsons.
Michael Edward Parsons, né le 12 décembre 1938 à Bolton au Royaume-Uni, est un compositeur britannique de musique expérimentale et également associé au mouvement de la musique minimaliste.

## Biographie
Michael Parsons fait ses études au St John's College d'Oxford avant d'intégrer le Royal College of Music de Londres en 1961. À la suite de sa rencontre avec Cornelius Cardew en 1968 alors qu'il assiste à ses cours au Collège Morley (en), il fonde avec lui et Howard Skempton le Scratch Orchestra en 1969. À la suite de dissensions politiques autour de l'appartenance au mouvement marxiste de Cardew, le groupe se sépare. En 1974, il forme un duo de musique expérimentale avec Skempton et il écrit de nombreux essais sur la musique.
Son écriture est influencée par les travaux d'Anton Webern et les compositeurs de l'École de New-York tels que John Cage, Morton Feldman, et Christian Wolff apparentant sa musique également au mouvement minimaliste.

## Œuvres
- 1979 : Pentachordal Melody, pour solo ou toute instrumentation
- 1998 : Sustained Sound with Percussion (Apartment House Suite 1)
- 1999 : Apartment House Suite 2